# アエロペルー
アエロペルー（Aeroperú）は、かつてペルーのリマを本拠地としていた航空会社。ペルーのフラッグ・キャリアでもあったが、1999年に運航停止となった。

## 概要

### 設立

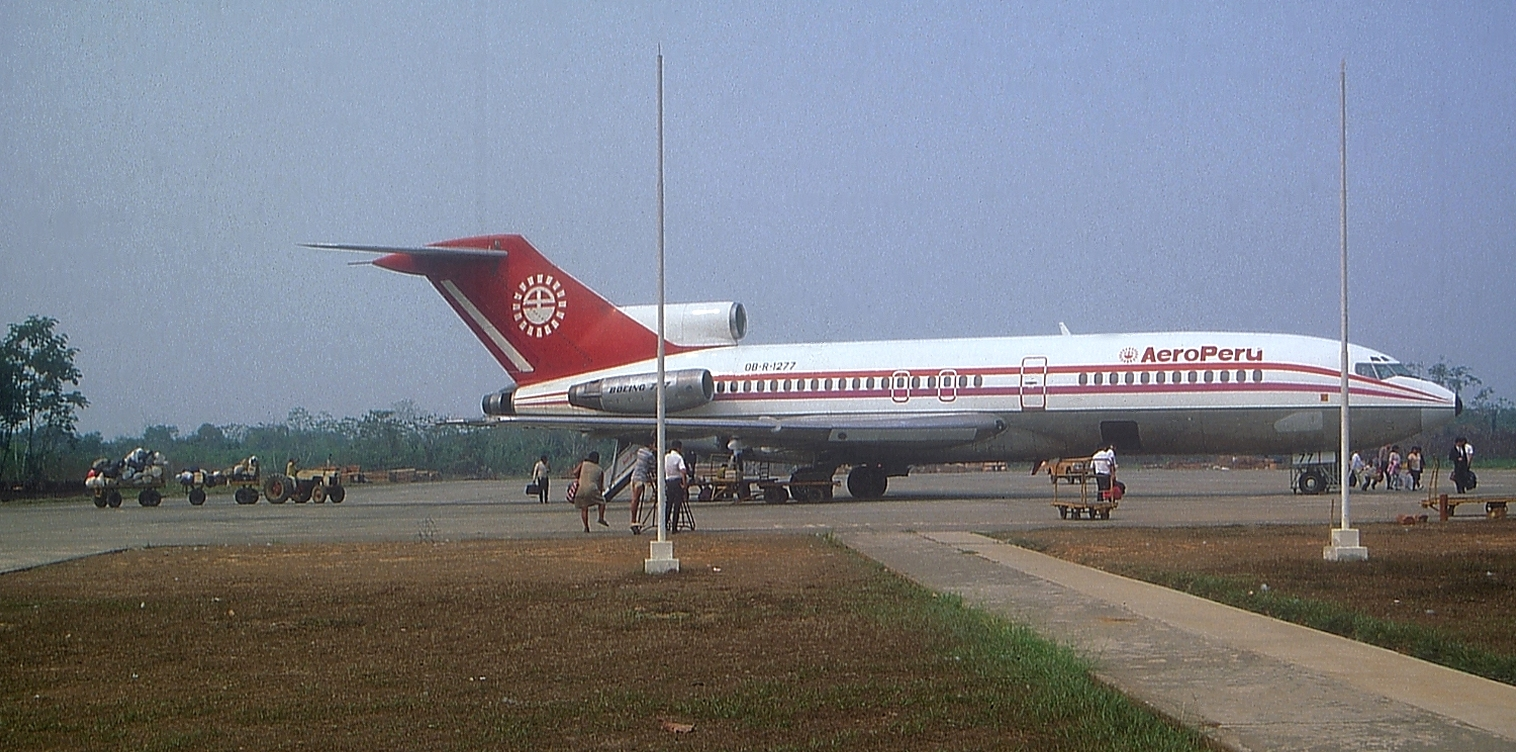
ボーイング727-100型機

ペルー空軍に民間航空部門を設置し、SATCO航空として運航していたものを前身として1973年5月に設立された。設立上の経緯から、当初はペルー空軍も運航に大きく関わっていた。
ホルヘ・チャベス国際空港を拠点として、1973年7月にペルー国内線の運航を開始。同年10月には国際線の運航も開始し、ボリビアやブラジル、チリなどの南アメリカ各国のほか、メキシコやアメリカ合衆国のマイアミにも乗り入れた。
運航機材にはロッキード L-1011 トライスター、ダグラスDC-8-62、ボーイング727-100、フォッカーF28フェローシップが使用された。

### 売却と拡大
1990年代の経済危機の際にアエロメヒコ航空へ株式の47%を売却。この時には制服をアエロメヒコに似たデザインへと変更し、ボーイング757を3機購入、1機をリースした。またメヒカーナ航空からもボーイング727-200とDC-10-15を3機ずつ購入した。一方では国際線の拡大も実施し、ロサンゼルスへの乗り入れ等も行った。

### 運航停止
1996年10月2日に墜落事故が発生した。この事故は、航空機の洗浄時にピトー管を塞いでいたマスキングテープを、離陸前点検まで剥がし忘れたまま離陸してしまったため、高度・速度を正確に検知出来なくなり発生したものであった（→アエロペルー603便墜落事故）。同事故の発生に伴う致命的な経営悪化に加え、その後のペルー経済の悪化も相俟って、アエロペルーは1999年3月10日に運航を停止した。

## 主な就航地

### 国内線
- リマ
- アレキパ
- クスコ

### 国際線
- マドリード
- メキシコシティ
- カンクン
- パナマシティ
- マイアミ
- ロサンゼルス
- ニューヨーク
- ブエノスアイレス
- ラパス
- サンタ・クルス・デ・ラ・シエラ
- サンパウロ
- リオデジャネイロ
- サンティアゴ
- ボゴタ
- キト
- グアヤキル
- カラカス

## 保有機材
- ロッキード L-1011 トライスター
- ダグラスDC-10-15
- ダグラスDC-8-62
- ボーイング757-200
- ボーイング727-100
- ボーイング727-200
- フォッカーF28フェローシップ